# 柏市立柏第七小学校

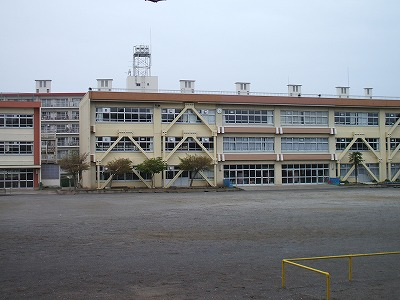
校舎（南側）

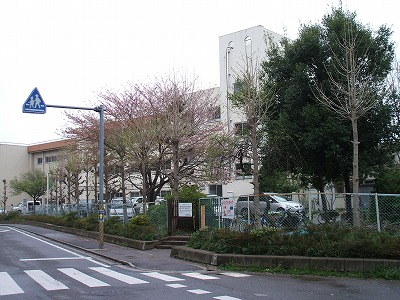
校舎（北側）

柏市立柏第七小学校（かしわしりつ かしわだいななしょうがっこう）は、千葉県柏市篠籠田にある市立小学校。愛称、略称は「柏七小」（かしわななしょう）。地元では「七小」（ななしょう）と呼ばれることが多い。

## 沿革
- 1969年4月 - 柏市立柏第七小学校として開校

## 校訓
- 心豊かで実践力を持つたくましい子ども

1. 思いやりのある子ども
2. 健康でたくましい子ども
3. 学力のある子ども
4. 力を合わせて働く子ども

## 学区
- 西町
- かやの町
- 豊四季台一丁目・二丁目
- 豊四季216 - 219番地
- 篠籠田1 - 973番地、975 - 1026番地、1032 - 1128番地、1342 - 1395番地、1416番地、1419 - 1420番地、1422番地、1424 - 1446番地、1448 - 1463番地、1489 - 1518番地

## 著名な出身者
- 山岡裕明 - NHKアナウンサー
- 増田伸洋 - プロゴルファー

## 交通
- JR柏駅西口2番乗り場　東武バスイースト　
  - 〔柏15〕　向原住宅前経由高田車庫行　〔柏44〕　税関研究所前経由国立がん研究センター行　
  - 〔西柏01〕　柏の葉公園行・柏の葉公園経由国立がん研究センター行　　〔西柏02〕　柏の葉キャンパス駅西口行
- JR柏駅西口3番乗り場　東武バスイースト　
  - 〔柏02〕　市内循環
- 柏第七小学校入口　バス停下車　徒歩五分

## 学校周辺
- 柏市立柏第六小学校
- 柏市立柏第三中学校
- 西光院

『篠籠田の獅子舞』（千葉県指定文化財（無形文化財））が有名
- 大堀川
- 児童センター
- 豊四季台団地

豊四季台1・2丁目の通学校である。3・4丁目は本来柏第六小学校の学区となっているが、柏第七小学校に通う児童もいる。
- サルビアマンション

柏第七小学校の真裏にあるが、同校ではなく高田小学校の学区である。

## その他
- 正門、銀杏門、通用門の3つの門が存在する
- 学校東側（銀杏門横）に弁財天、その約10m先に地主神社がある